# أبرشية ساتا

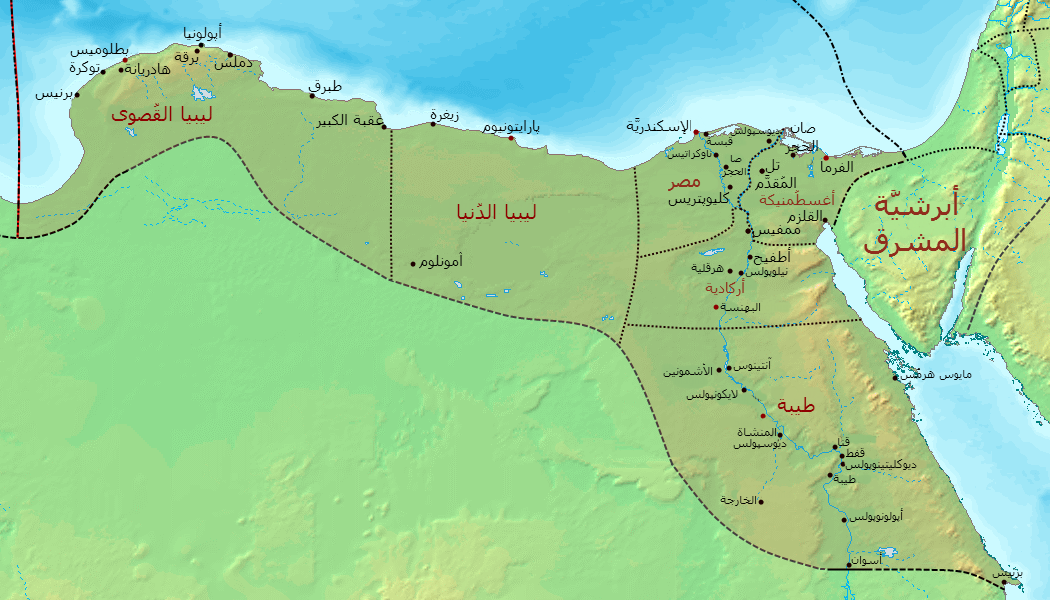

أبرشية ساتا (باللاتينية: Dioecesis Satensis) هي أبرشية ملغاة وكرسي لقبي كاثوليكي.

## التاريخ
ساتا (باليونانية: Σάτα)‏ والمعروفة حاليا باسم الشيخ شطا Echeikh-Chata (Schata)، كانت إحدى الأبرشيات الأسقفية القديمة لمقاطعة أوجستامنيكا الأولى الرومانية في أبرشية مصر، وكانت جزء من بطريركية الإسكندرية وأسقفية مساعدة لأبرشية الفرما.
لم يذكرها ميشيل لو كوين في "Oriens christianus" وغير معروف من كانوا أساقفتها. ذكرها نيلوس دوكساباتريس ضمن بطريركية الإسكندرية.
منذ عام 1925 أُدرجت ساتا ضمن الكراسي الأسقفية الفخرية للكنيسة الكاثوليكية. وحمل اللقب جيمس إدوارد والش، النائب الرسولي في جيانغمن في الصين والرئيس العام في وقت لاحق لجمعية البعثات الخارجية للولايات المتحدة الأمريكية، وبعد وفاته 29 يوليو 1981، لم يُمنح اللقب لأحد بعده.

## قائمة الأساقفة الفخريين
- جيمس إدوارد والش، † (1 فبراير 1927 - 29 يوليو 1981 تاريخ الوفاة)